# شركة النقل العام الكويتية
 شركة النقل العام الكويتية "KPTC" (بالإنجليزية: Kuwait Public Transport Company)‏ هي شركة مساهمة كويتية تأسست عام 1962 ، توفر النقل البري والبحري في دولة الكويت وتعتبر أحد أعمدة المواصلات في الكويت . كذلك لديها نشاطات وساعة في تزويد شركات السياحة في الكويت للباصات اللازمة. بلغ إجمالي عدد العاملين بشركة النقل العام في آخر احصائية لعام 2016 (4,207) فرد من المتخصصين في النظم التشغيلية والإدارية والمالية. فيما بلغ اسطول الشركة من الحافلات أكثر من 400 حافلة و 1050 سائق يعملون في خدمة توصيل الركاب إلى جميع المناطق الكويت وقد نقلت الشركة أكثر من 70 مليون راكب في العام 2004 فقط.

## مهام الشركة
- تنفيذ جميع العمليات المتعلقة بالنقل الجماعي البري داخل وخارج الكويت، والنقل الجماعي البحري بين الجزر الكويتية.
- اتمام عمليات البيع والشراء لجميع أنواع الحافلات، والوسائل الازمة للنقل العام الجماعي البري والبحري.
- إنشاء الصناعات الخاصة بالنقل العام الجماعي البري والبحري.
- تأجير واستئجار وسائل النقل اللازمة للقيام بخدمات النقل العام الجماعي البري والبحري.[1]

## وصلات خارجية
kptc.com